# Ronald Donkor
Ronald Donkor (Accra, 20 novembre 2004) è un calciatore ghanese, centrocampista del N.Y. Red Bulls.

## Carriera
Ha iniziato a giocare a calcio nelle giovanili della JMG Academy e del Guidars, per poi trasferirsi negli Stati Uniti dove il 3 maggio 2023 ha firmato un contratto professionistico con il N.Y. Red Bulls. Ha debuttato in prima squadra quattro giorni più tardi nell'incontro di MLS perso 1-0 contro il Philadelphia Union ed in seguito è stato assegnato alla squadra riserve in MLS Next Pro.

## Statistiche

### Presenze e reti nei club
Statistiche aggiornate al 13 gennaio 2025.
| Stagione        | Squadra           | Campionato      | Campionato | Campionato | Coppe nazionali | Coppe nazionali | Coppe nazionali | Coppe continentali | Coppe continentali | Coppe continentali | Altre coppe | Altre coppe | Altre coppe | Totale | Totale | Totale |
| Stagione        | Squadra           | Comp            | Pres       | Reti       | Comp            | Pres            | Reti            | Comp               | Pres               | Reti               | Comp        | Pres        | Reti        | Pres   | Reti   |        |
| --------------- | ----------------- | --------------- | ---------- | ---------- | --------------- | --------------- | --------------- | ------------------ | ------------------ | ------------------ | ----------- | ----------- | ----------- | ------ | ------ | ------ |
| 2023            | N.Y. Red Bulls II | MNP             | 17         | 2          | -               | -               | -               | -                  | -                  | -                  | -           | -           | -           | 17     | 2      |        |
| 2024            | N.Y. Red Bulls II | MNP             | 4          | 0          | -               | -               | -               | -                  | -                  | -                  | -           | -           | -           | 4      | 0      |        |
| 2023            | N.Y. Red Bulls    | MLS             | 3          | 0          | USCup           | 0               | 0               | -                  | -                  | -                  | LC          | 2           | 0           | 5      | 0      |        |
| 2024            | N.Y. Red Bulls    | MLS             | 21         | 0          | USCup           | 1               | 0               | -                  | -                  | -                  | LC          | 2           | 0           | 24     | 0      |        |
| 2025            | N.Y. Red Bulls    | MLS             | 1          | 0          | USCup           | 0               | 0               | -                  | -                  | -                  | -           | -           | -           | 1      | 0      |        |
| Totale carriera | Totale carriera   | Totale carriera | 46         | 2          |                 | 1               | 0               |                    | -                  | -                  |             | 4           | 0           | 51     | 2      |        |